# Firuzabad
Firuzabad este un oraș din Iran.